# Europharm
Europharm Brașov este o companie producătoare și distribuitoare de produse farmaceutice din România.
Compania a fost înființată în anul 1992, de Mihai Miron, de profesie farmacist, inițial ca o rețea de câteva farmacii, extinsă ulterior cu producție și distribuție
În anul 1998, GlaxoSmithKline a achiziționat 65% din capitalul companiei.
În 2003, Europharm a trecut integral în proprietatea GSK, care deține controlul complet al activităților de producție și distribuție.
Cifra de afaceri: în 2005: 56,9 milioane lei (15,7 milioane euro)
Cifra de afaceri Europharm Holding:
- 2006: 445,8 milioane lei (126,5 milioane euro)[4]
- 2005: 468,7 milioane lei[4]